# Tephritis araneosa
Tephritis araneosa är en tvåvingeart som först beskrevs av Daniel William Coquillett 1894.  Tephritis araneosa ingår i släktet Tephritis och familjen borrflugor. Inga underarter finns listade i Catalogue of Life.